# Schloss Ettersdorf (Wiesent)

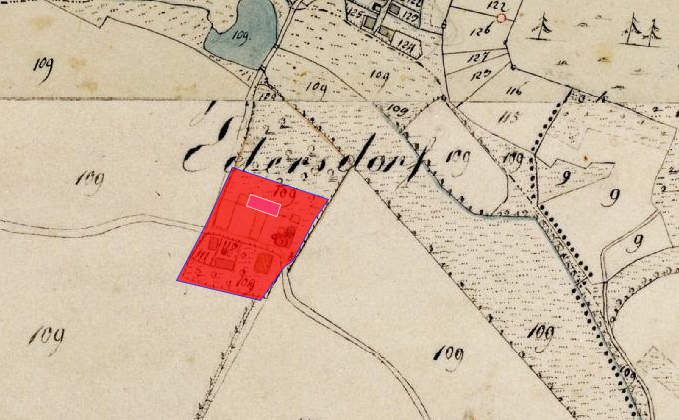
Lageplan von Schloss Ettersdorf (Wiesent) auf dem Urkataster von Bayern

Das abgegangene Schloss Ettersdorf befand sich im Ortsteil Ettersdorf der oberpfälzischen Gemeinde Wiesent in Bayern. Das Bodendenkmal ist unter der Nummer D-3-6940-0057 und der Beschreibung „archäologische Befunde des Mittelalter und der frühen Neuzeit im Bereich des Ehem. Schlosses Ettersdorf“ in die Bodendenkmalliste von Wiesent eingeschrieben. Ein Wirtschaftsgebäude des Schlosses ist unter der Aktennummer D-3-75-209-12 als denkmalgeschütztes Baudenkmal von Ettersdorf verzeichnet.

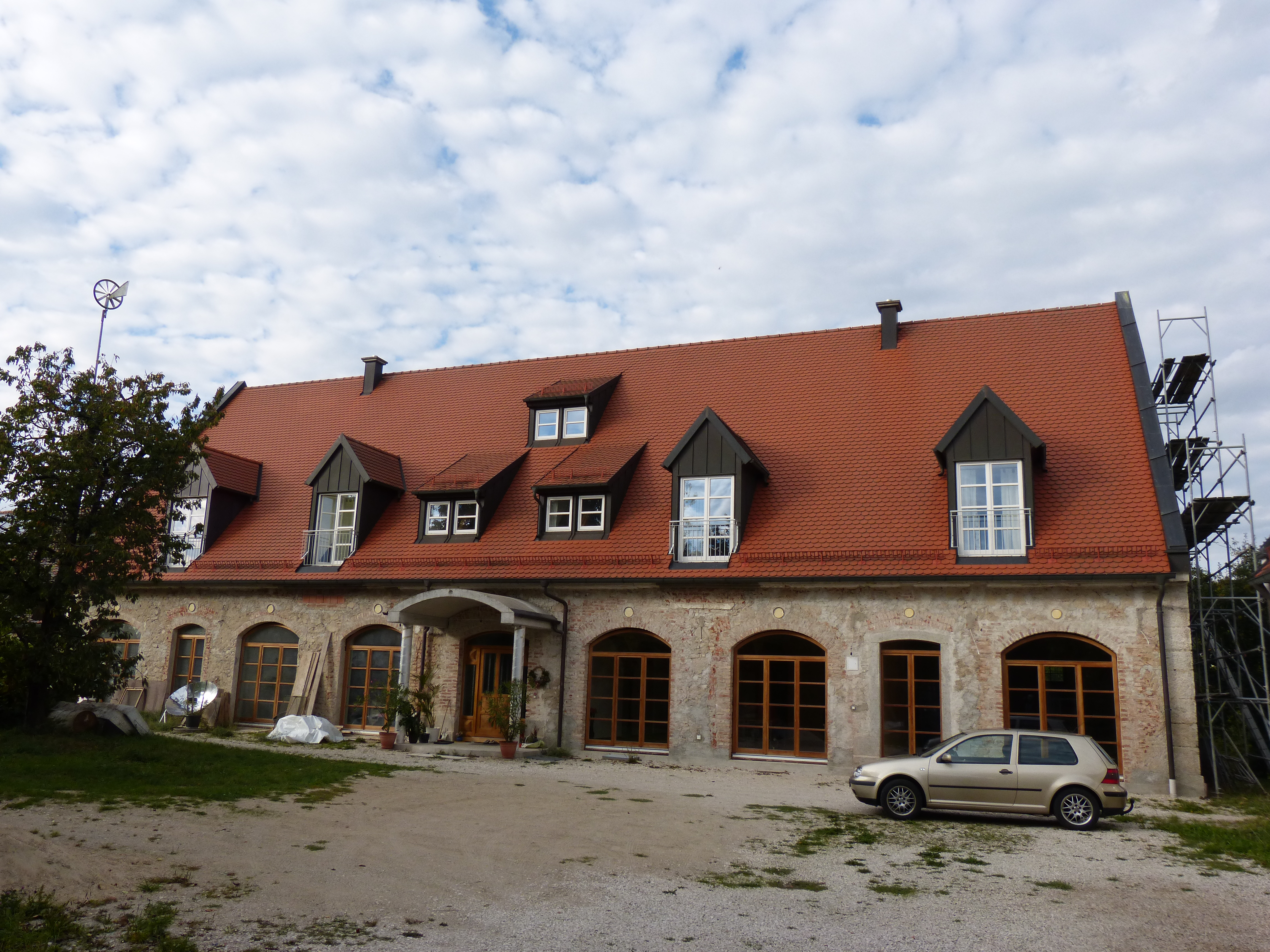
Wirtschaftsgebäude des Ettersdorfer Schlosses (2015)

## Geschichte
Das erstmals 1309 urkundlich erwähnte Landgut gehörte dem Besitzer der Herrschaft Heilsberg-Wiesent. Bis 1309 waren dies die Truchsesse von Heilsberg. Seit der Gründung des Fürstentums 1505 war Ettersdorf Teil der pfalz-neuburgischen Hersschaft Heilsberg-Wiesent. Bis zum  Verkauf an die Fürsten Thurn und Taxis 1812 gehörte das Schlossgut dem Besitzer der Herrschaft Heilsberg-Wiesent, so z. B. den Freiherren Lintello und Lemmen. Die bekannte französische Ordensschwester Johanna Antida Thouret lebte ab Oktober 1796 ein halbes Jahr auf dem Schloss. 1951 brannte das Schloss ab und wurde in der Folgezeit abgetragen.

## Schloss Ettersdorf einst und jetzt
Von dem einstigen Hofmark- und Jagdschloss haben sich bis auf ein Wirtschaftsgebäude keine Reste erhalten. Das eigentliche Schloss wurde im 18. Jahrhundert als zweigeschossiger Steilwalmdachbau mit Belvedere neu errichtet. Ob davor schon neben dem Gutshaus ein Schloss existierte, ist unklar.